# Aldobrandini
Aldobrandini – włoski ród szlachecki wywodzący się z Florencji, który doszedł do znaczącej pozycji w Rzymie na przełomie XVI i XVII wieku. Twórcą potęgi rodu był Ippolito Aldobrandini (1536–1605), który w 1592 został papieżem Klemensem VIII.

## Historia rodziny przed 1592

Herb papieża Klemensa VIII, zawierający herb rodu Aldobrandini

Rodzina Aldobrandini wywodziła się z Florencji, gdzie jest poświadczona już w XIII stuleciu, ale przez długi czas nie odgrywała większej roli. Za właściwego twórcę rodu uważa się Silvestro Aldobrandiniego (1499–1558), utalentowanego prawnika, a pod względem politycznym przeciwnika Medyceuszy, który po wielu perypetiach osiadł ostatecznie wraz z rodziną w Rzymie, gdzie został w 1548 adwokatem konsystorialnym Kurii Rzymskiej. Silvestro był od 1520 żonaty z Lisą Deti i miał z nią ośmioro dzieci. Jego jedyna córka Giulia wyszła w 1548 za kupca z Senigalli Aurelio Passeriego, miała z nim syna Cinzio i zmarła w 1578. Spośród siedmiu synów jeden (Filippo) zmarł w dzieciństwie, ale pozostałym sześciu Silvestro zdołał zapewnić gruntowne wykształcenie. Dwaj z nich, Bernardo i Ormanozzo, zostali żołnierzami. Ormanozzo zginął w bitwie pod Port'Ercole podczas wojny o Sienę w 1555, natomiast Bernardo, po zakończeniu kariery wojskowej objął w 1581 stanowisko konserwatora w rzymskim magistracie, jednak pomimo małżeństwa z Livią Capizucchi zmarł bezpotomnie w 1588. Czterej pozostali synowie przeszli na służbę papieską, w tym trzech zostało duchownymi. Giovanni w 1569 został biskupem Imoli, a rok później kardynałem. Wielu przepowiadało mu tron papieski w przyszłości, jednak karierę przerwała mu przedwczesna śmierć w 1573. Tommaso został mianowany sekretarzem papieskich brewe przez Piusa V w 1566, ale i on zmarł przedwcześnie (w 1572). Pietro od 1556 (z przerwami) piastował urząd adwokata kurialnego, w 1570 został konserwatorem w rzymskim magistracie, a zmarł w 1587. Był żonaty z Flaminią Ferraci, z którą miał dwójkę dzieci: córkę Olimpię i syna Pietro. Jednak właściwym twórcą potęgi rodziny był Ippolito, który w 1585 został kardynałem, a siedem lat później objął tron papieski jako Klemens VIII.

## Klemens VIII (1592–1605)

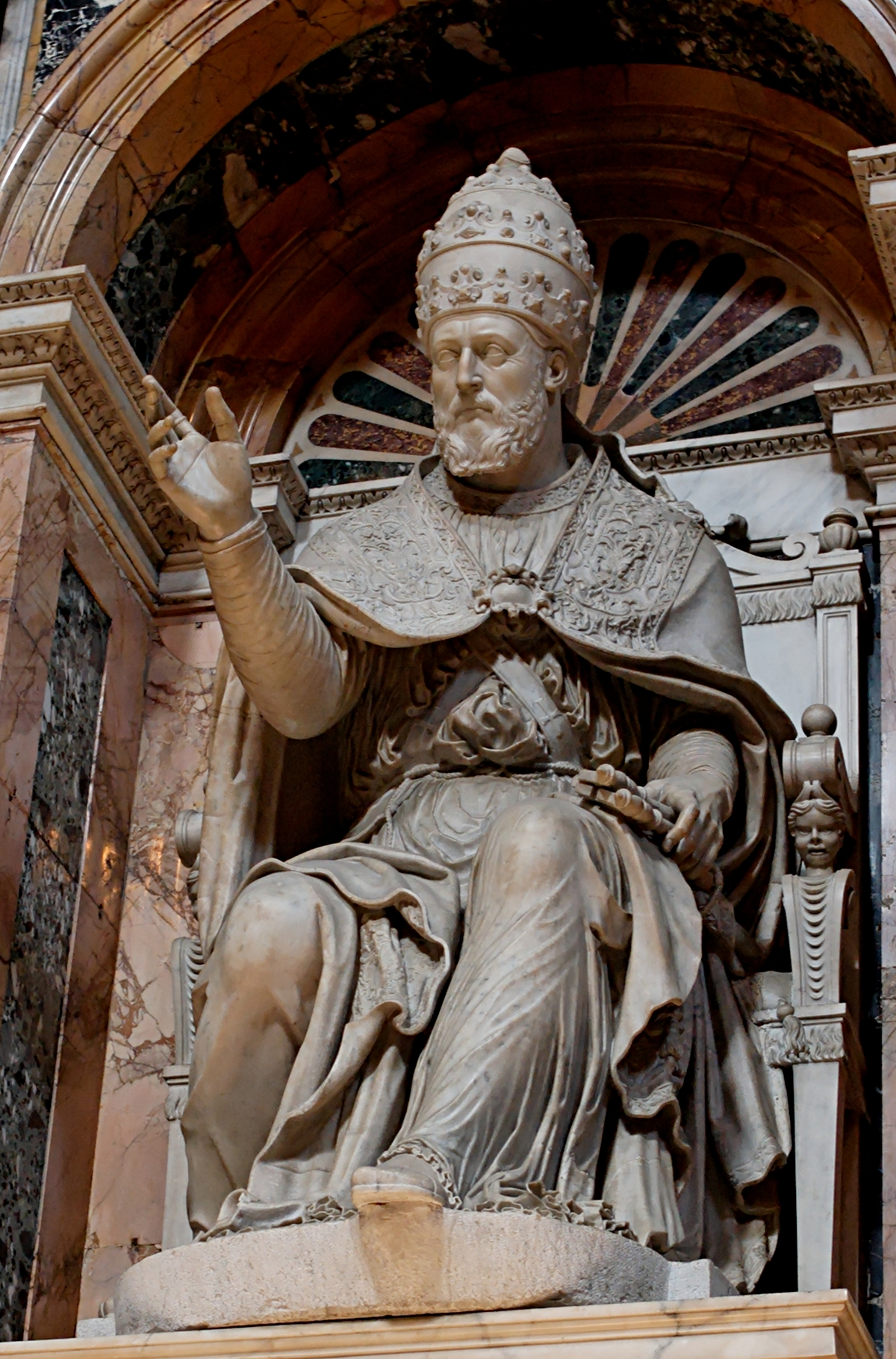
Papież Klemens VIII

Wybór kardynała Ippolito Aldobrandiniego na papieża w dniu 30 stycznia 1592 nie od razu przyniósł znaczący awans rodu, gdyż elekt jeszcze jako kardynał sprzeciwiał się nepotyzmowi. Dopiero we wrześniu 1593 powołał do Kolegium Kardynalskiego swojego siostrzeńca Cinzio Passeriego (który przyjął wówczas nazwisko Aldobrandini) oraz bratanka Pietro, jednak od tamtego momentu nie ustępował swoim poprzednikom we wspieraniu własnej rodziny. Kardynałowie Cinzio i Pietro zostali postawieni na czele papieskiego Sekretariatu Stanu, a w następnych latach otrzymali szereg bardzo dochodowych urzędów; Pietro został m.in. kamerlingiem (1599) i arcybiskupem Rawenny (1604), a Cinzio prefektem Sygnatury Apostolskiej (1599) i legatem w Awinionie (1604). Mimo formalnie równej pozycji obu kardynałów rzeczywista władza dość szybko przeszła w ręce młodszego i bardziej uzdolnionego Pietro, który został faktycznym władcą Państwa Kościelnego i głównym doradcą Klemensa VIII. Ta różnica w znaczeniu wkrótce zaznaczyła się także w ilości posiadanych beneficjów i wysokości uzyskiwanych dochodów. Roczne dochody Pietro sięgały 40 tysięcy skudów, Cinzio jedynie 20 tysięcy skudów, po kilku latach dysproporcja ta jeszcze wzrosła (Pietro 130 tys. skudów, Cinzio jedynie 30 tys. w roku 1600). Mniejsze znaczenie polityczne Cinzio rekompensował sobie sprawowanym mecenatem artystycznym (był patronem poety Torquato Tasso). Kardynał Pietro w 1598 otrzymał w darowiźnie sporą posiadłość ziemską we Frascati, gdzie wybudował Villa Aldobrandini.

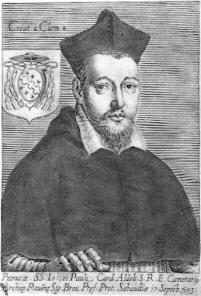
Kardynał Pietro Aldobrandini

Hojność papieża dla krewnych nie ograniczała się tylko do duchownych z jego rodziny. Jego jedyna bratanica Olimpia już w 1585 wyszła za swego dalekiego kuzyna Gianfrancesco Aldobrandiniego, który teraz także uzyskał tytuł papieskiego "bratanka". Gianfrancesco otrzymał szereg stanowisk wojskowych, m.in. generała Kościoła, kasztelana zamku św. Anioła i dowódcy gwardii papieskiej. Jego roczne dochody osiągnęły w 1598 ponad 60 tysięcy skudów, do czego dochodziły liczne darowizny wypłacane mu z papieskiego skarbca na rozkaz Klemensa VIII. Jego żona Olimpia otrzymywała od papieża stałą pensję w wysokości 2 tysięcy skudów miesięcznie, a w 1601 dostała od niego dawny pałac księcia Urbino w rzymskim Corso (obecnie Palazzo Doria-Pamphili). W maju 1601 dzięki papieskiej darowiźnie Gianfrancesco zakupił dobra ziemskie w prowincji Emilia (Meldola i Sarsina) za 150 tysięcy skudów. Jednakże już we wrześniu 1601 zmarł podczas antytureckiej kampanii wojennej na Węgrzech.

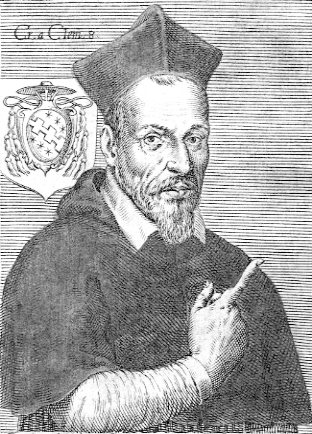
Kardynał Cinzio Aldobrandini

Gianfrancesco i Olimpia mieli w sumie dwanaścioro dzieci, w tym sześciu synów i sześć córek, z czego dwoje (córka Caterina i najmłodszy syn Gianfrancesco) zmarło w dzieciństwie. Spośród pozostałych najstarszy syn Silvestro w wieku zaledwie 16 lat (w 1603) został obdarzony purpurą kardynalską przez Klemensa VIII, najstarsza córka Margherita wyszła za księcia Parmy Ranuccio Farnese (1600), a druga córka Elena w 1602 wyszła za księcia Mondragone Antonio Carafę. Oba małżeństwa zaaranżował kardynał Pietro Aldobrandini, jednak nie przyniosły spodziewanych korzyści. Pozostałe dzieci osiągnęły pełnoletniość dopiero po śmierci Klemensa VIII.
Oceniano, że w ciągu trzynastu lat pontyfikatu Klemens VIII przekazał na rzecz swojej rodziny ponad milion skudów, nie licząc regularnych dochodów uzyskiwanych przez jego krewnych z tytułu nadanych im stanowisk.

## Późniejsze losy

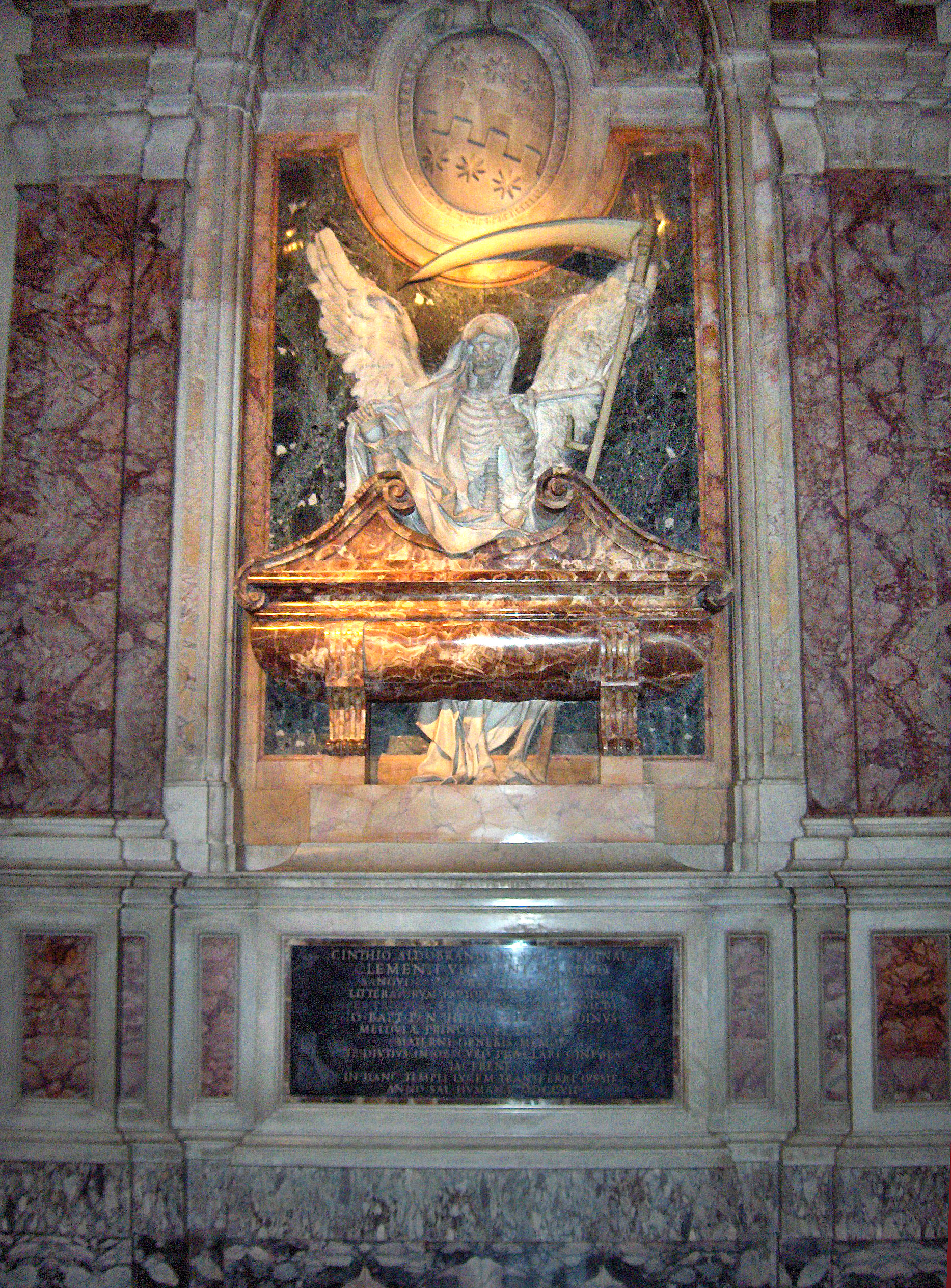
Nagrobek kardynała Cinzio Aldobrandiniego (zm. 1610) w kościele S. Pietro in Vincoli w Rzymie

Śmierć Klemensa VIII w marcu 1605 i objęcie tronu papieskiego – po krótkim pontyfikacie Leona XI (kwiecień 1605) – przez Pawła V (1605-1621) z rodu Borghese, zachwiały pozycją Aldobrandinich. Kardynał Pietro, obecnie głowa rodu, szybko popadł w konflikt z kardynałem Scipione Caffarelli-Borghese, siostrzeńcem nowego papieża i w 1606 musiał opuścić Rzym i udać się na kilkuletnie wygnanie do swojej stolicy arcybiskupiej w Rawennie. Dopiero w 1610 mógł powrócić do Rzymu, ale jego stosunki z kardynałem Borghese pozostały napięte. Mimo tych niesprzyjających warunków kardynał umiał zadbać o los swoich krewnych, choć wiązało się to ze zmianą dotychczasowej, profrancuskiej orientacji politycznej rodu na prohiszpańską. W 1612 Pietro za 85 tysięcy dukatów zakupił od korony hiszpańskiej księstwo Rossano dla swego siostrzeńca Giangiorgio, syna Olimpii i Gianfrancesco, który dzięki temu uzyskał tytuł książęcy. W tym samym roku Aldobrandino, kolejny syn Olimpii i Gianfrancesco, objął stanowisko wielkiego przeora zakonu maltańskiego w Rzymie po przedwczesnej śmierci swego brata kardynała Silvestro. Z kolei ich siostra Lucrezia wyszła wówczas za księcia Avellino Marino Caracciolo.

Heraldyczne oznaki godności kamerlinga Stolicy Apostolskiej. Podczas czterech kolejnych konklawe między 1605 a 1623 urząd ten był sprawowany przez kardynała z rodu Aldobrandini (najpierw Pietro, potem Ippolito)

Śmierć Pawła V 28 stycznia 1621 stworzyła kardynałowi Aldobrandini szansę na powrót na scenę wielkiej polityki kościelnej, którą w pełni wykorzystał – nowym papieżem został jego kandydat, kardynał Alessandro Ludovisi jako Grzegorz XV (9 lutego 1621). Pietro Aldobrandini nie zebrał jednak owoców swego triumfu – od dawna chorujący na astmę kardynał zmarł zaledwie dzień po zakończeniu konklawe w wieku niespełna 50 lat.
Mimo śmierci Pietro rodzina odniosła znaczne korzyści ze zmiany na tronie papieskim. W kwietniu 1621 Giangiorgio Aldobrandini ożenił się z papieską bratanicą Ippolitą Ludovisi, a jego młodszy brat Ippolito Aldobrandini został kardynałem. Giangiorgio otrzymał oficjalnie godność "papieskiego bratanka", a nadto Grzegorz XV nadał mu tytuł księcia Meldoli i Sarsiny obok posiadanego już tytułu księcia Rossano. Jego młodszy brat Pietro otrzymał z kolei tytuł księcia Carpineto. W czerwcu 1623 kardynał Ludovico Ludovisi, bratanek Grzegorza XV, scedował na rzecz kardynała Ippolito urząd kamerlinga, który przynosił dochód w wysokości ok. 10–12 tysięcy skudów rocznie. W tym samym roku Maria Aldobrandini, najmłodsza córka Gianfrancesco i Olimpii, wyszła za markiza Caravaggio Giampaolo Sforzę.

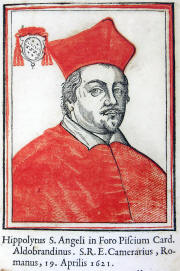
Kardynał Ippolito, ostatni męski członek rodu

Renesans potęgi Aldobrandinich trwał jednak krótko, gdyż Grzegorz XV zmarł 8 lipca 1623. Jego następcą został Urban VIII z rodu Barberini, który we wspieraniu własnego rodu jeszcze przewyższył swych poprzedników, spychając ich rody na dalszy plan. Jednocześnie w ciągu następnych kilkunastu lat doszło do wygaśnięcia męskiej linii rodu Aldobrandinich. Książę Giangiorgio miał z Ippolitą Ludovisi zaledwie jedną córkę Olimpię. Także jego młodszy brat Pietro, ożeniony w 1627 z rzymską szlachcianką Carlottą Savelli, miał jedynie dwie córki, Annę i Caterinę, które osierocił umierając w 1630, w wieku zaledwie 30 lat. W 1634 Aldobrandino, wielki przeor zakonu maltańskiego, zginął w bitwie pod Nördlingen. 28 kwietnia 1637 zmarła 70-letnia Olimpia Aldobrandini, wdowa po Gianfrancesco, a zaledwie kilka dni później, 6 maja, zmarł książę Giangiorgio. 19 lipca 1638 w wieku 47 lat zmarł kardynał Ippolito, ostatni męski przedstawiciel rodu.
Tak szybkie wygaśnięcie bogatego i potężnego rodu w następujący sposób skomentował w swych pamiętnikach kardynał Guido Bentivoglio (zm. 1644):

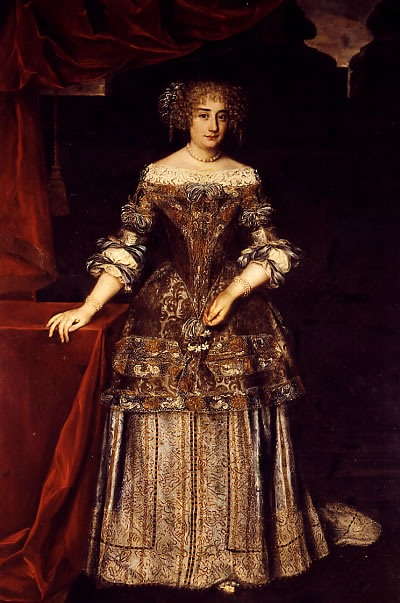
Olimpia Aldobrandini, księżna Rossano

Gdzie jest obecnie potęga rodu Aldobrandini? Gdzie jest tych pięciu nepotów, których tak często widywałem w papieskich antykamerach? Są martwi, tak jak martwy jest papież Klemens VIII i kardynał Aldobrandini. Męska linia rodu wygasła całkowicie; jakże próżne są nadzieje ludzi, i jakże ulotne jest szczęście tego świata!

Jedynym spadkobiercą rodowej fortuny stała się 15-letnia Olimpia Aldobrandini, córka księcia Giangiorgio. Kardynał Ippolito w swym testamencie nakazał jej, by jej drugi syn przyjął nazwisko Aldobrandini. W 1638 wyszła ona za księcia Sulmony Paolo Borghese, któremu urodziła dwóch synów i córkę. Niestety, młodszy syn Giangiorgio, który miał przyjąć nazwisko Aldobrandini, zmarł niedługo po urodzeniu. Po śmierci księcia Borghese (1646) Olimpia w 1647 wyszła za Camillo Pamphiliego, bratanka urzędującego wówczas papieża Innocentego X. W rezultacie fortuna rodu Aldobrandini przypadła rodzinom Borghese i w mniejszej części Pamphili (później Doria-Pamphili). W XIX wieku książę Camillo, jeden z potomków Olimpii i Paolo przyjął nazwisko Aldobrandini, które w ten sposób przetrwało do dziś. Obecnie nosi je książę Camillo Aldobrandini (ur. 1945), a jego dziedzicem jest Clemente Federico Aldobrandini (ur. 1982).
Mianowani odpowiednio w 1652 i 1730 kardynałowie Baccio Aldobrandini (1613–1665) i Alessandro Aldobrandini (1667–1734) pochodzili z innej gałęzi rodu, wyodrębnionej już w XV stuleciu i nie łączyło ich bliższe pokrewieństwo z rodziną papieża Klemensa VIII.

## Genealogia
|                              |                              |                              |                              |                              |                              |  |  |                      |                      |                             |                             |                             |                             |                             |                             |                                              |                                              |                                              |                                              |                                              |                                              |                 |                 |                                      |                                      |                                      |                                      |                                      |                                      |                           |                           |                           |                           |                           |                           |                                   |                                   |                                   |                                   |                                                        |                                                        |                                                        |                                                        |                                                        |                                                        | Silvestro Aldobrandini 1499–1558 | Silvestro Aldobrandini 1499–1558 | Silvestro Aldobrandini 1499–1558 | Silvestro Aldobrandini 1499–1558 | Silvestro Aldobrandini 1499–1558 | Silvestro Aldobrandini 1499–1558 |                             |                             | Lisa Deti zm. 1557 | Lisa Deti zm. 1557 | Lisa Deti zm. 1557          | Lisa Deti zm. 1557          | Lisa Deti zm. 1557          | Lisa Deti zm. 1557          |                             |                             |         |         |                        |                        |                        |                        |                        |                        |                                                |                                                |                                                |                                                |                                                |                                                |                          |                          |                          |                          |                    |                    |                               |                               |                               |                               |                               |                               |                             |                             |                             |                             |                             |                             |                   |                   |                                  |                                  |                                  |                                  |                                  |                                  |                               |                               |                               |                               |                               |                               |                 |                 |                    |                    |                           |                           |                           |                           |                           |                           |                          |                          |                                   |                                   |                                   |                                   |                                   |                                   |  |  |                            |                            |                            |                            |                            |                            |
|                              |                              |                              |                              |                              |                              |  |  |                      |                      |                             |                             |                             |                             |                             |                             |                                              |                                              |                                              |                                              |                                              |                                              |                 |                 |                                      |                                      |                                      |                                      |                                      |                                      |                           |                           |                           |                           |                           |                           |                                   |                                   |                                   |                                   |                                                        |                                                        |                                                        |                                                        |                                                        |                                                        | Silvestro Aldobrandini 1499–1558 | Silvestro Aldobrandini 1499–1558 | Silvestro Aldobrandini 1499–1558 | Silvestro Aldobrandini 1499–1558 | Silvestro Aldobrandini 1499–1558 | Silvestro Aldobrandini 1499–1558 |                             |                             | Lisa Deti zm. 1557 | Lisa Deti zm. 1557 | Lisa Deti zm. 1557          | Lisa Deti zm. 1557          | Lisa Deti zm. 1557          | Lisa Deti zm. 1557          |                             |                             |         |         |                        |                        |                        |                        |                        |                        |                                                |                                                |                                                |                                                |                                                |                                                |                          |                          |                          |                          |                    |                    |                               |                               |                               |                               |                               |                               |                             |                             |                             |                             |                             |                             |                   |                   |                                  |                                  |                                  |                                  |                                  |                                  |                               |                               |                               |                               |                               |                               |                 |                 |                    |                    |                           |                           |                           |                           |                           |                           |                          |                          |                                   |                                   |                                   |                                   |                                   |                                   |  |  |                            |                            |                            |                            |                            |                            |
|                              |                              |                              |                              |                              |                              |  |  |                      |                      |                             |                             |                             |                             |                             |                             |                                              |                                              |                                              |                                              |                                              |                                              |                 |                 |                                      |                                      |                                      |                                      |                                      |                                      |                           |                           |                           |                           |                           |                           |                                   |                                   |                                   |                                   |                                                        |                                                        |                                                        |                                                        |                                                        |                                                        |                                  |                                  |                                  |                                  |                                  |                                  |                             |                             |                    |                    |                             |                             |                             |                             |                             |                             |         |         |                        |                        |                        |                        |                        |                        |                                                |                                                |                                                |                                                |                                                |                                                |                          |                          |                          |                          |                    |                    |                               |                               |                               |                               |                               |                               |                             |                             |                             |                             |                             |                             |                   |                   |                                  |                                  |                                  |                                  |                                  |                                  |                               |                               |                               |                               |                               |                               |                 |                 |                    |                    |                           |                           |                           |                           |                           |                           |                          |                          |                                   |                                   |                                   |                                   |                                   |                                   |  |  |                            |                            |                            |                            |                            |                            |
|                              |                              |                              |                              |                              |                              |  |  |                      |                      |                             |                             |                             |                             |                             |                             |                                              |                                              |                                              |                                              |                                              |                                              |                 |                 |                                      |                                      |                                      |                                      |                                      |                                      |                           |                           |                           |                           |                           |                           |                                   |                                   |                                   |                                   |                                                        |                                                        |                                                        |                                                        |                                                        |                                                        |                                  |                                  |                                  |                                  |                                  |                                  |                             |                             |                    |                    |                             |                             |                             |                             |                             |                             |         |         |                        |                        |                        |                        |                        |                        |                                                |                                                |                                                |                                                |                                                |                                                |                          |                          |                          |                          |                    |                    |                               |                               |                               |                               |                               |                               |                             |                             |                             |                             |                             |                             |                   |                   |                                  |                                  |                                  |                                  |                                  |                                  |                               |                               |                               |                               |                               |                               |                 |                 |                    |                    |                           |                           |                           |                           |                           |                           |                          |                          |                                   |                                   |                                   |                                   |                                   |                                   |  |  |                            |                            |                            |                            |                            |                            |
|                              |                              |                              |                              |                              |                              |  |  |                      |                      | Giovanni 1525–1573 kardynał | Giovanni 1525–1573 kardynał | Giovanni 1525–1573 kardynał | Giovanni 1525–1573 kardynał | Giovanni 1525–1573 kardynał | Giovanni 1525–1573 kardynał |                                              |                                              | Pietro zm. 1587                              | Pietro zm. 1587                              | Pietro zm. 1587                              | Pietro zm. 1587                              | Pietro zm. 1587 | Pietro zm. 1587 |                                      |                                      | Flaminia Ferraci zm. 1605            | Flaminia Ferraci zm. 1605            | Flaminia Ferraci zm. 1605            | Flaminia Ferraci zm. 1605            | Flaminia Ferraci zm. 1605 | Flaminia Ferraci zm. 1605 |                           |                           | Bernardo zm. 1588         | Bernardo zm. 1588         | Bernardo zm. 1588                 | Bernardo zm. 1588                 | Bernardo zm. 1588                 | Bernardo zm. 1588                 |                                                        |                                                        | Liwia Capizucchi                                       | Liwia Capizucchi                                       | Liwia Capizucchi                                       | Liwia Capizucchi                                       | Liwia Capizucchi                 | Liwia Capizucchi                 |                                  |                                  | Ormanozzo zm. 1555               | Ormanozzo zm. 1555               | Ormanozzo zm. 1555          | Ormanozzo zm. 1555          | Ormanozzo zm. 1555 | Ormanozzo zm. 1555 |                             |                             | Filippo                     | Filippo                     | Filippo                     | Filippo                     | Filippo | Filippo |                        |                        | Giulia zm. 1578        | Giulia zm. 1578        | Giulia zm. 1578        | Giulia zm. 1578        | Giulia zm. 1578                                | Giulia zm. 1578                                |                                                |                                                | Aurelio Passeri zm. 1558                       | Aurelio Passeri zm. 1558                       | Aurelio Passeri zm. 1558 | Aurelio Passeri zm. 1558 | Aurelio Passeri zm. 1558 | Aurelio Passeri zm. 1558 |                    |                    | Klemens VIII 1536–1605 papież | Klemens VIII 1536–1605 papież | Klemens VIII 1536–1605 papież | Klemens VIII 1536–1605 papież | Klemens VIII 1536–1605 papież | Klemens VIII 1536–1605 papież |                             |                             | Tommaso 1540–1572           | Tommaso 1540–1572           | Tommaso 1540–1572           | Tommaso 1540–1572           | Tommaso 1540–1572 | Tommaso 1540–1572 |                                  |                                  |                                  |                                  |                                  |                                  |                               |                               |                               |                               |                               |                               |                 |                 |                    |                    |                           |                           |                           |                           |                           |                           |                          |                          |                                   |                                   |                                   |                                   |                                   |                                   |  |  |                            |                            |                            |                            |                            |                            |
|                              |                              |                              |                              |                              |                              |  |  |                      |                      | Giovanni 1525–1573 kardynał | Giovanni 1525–1573 kardynał | Giovanni 1525–1573 kardynał | Giovanni 1525–1573 kardynał | Giovanni 1525–1573 kardynał | Giovanni 1525–1573 kardynał |                                              |                                              | Pietro zm. 1587                              | Pietro zm. 1587                              | Pietro zm. 1587                              | Pietro zm. 1587                              | Pietro zm. 1587 | Pietro zm. 1587 |                                      |                                      | Flaminia Ferraci zm. 1605            | Flaminia Ferraci zm. 1605            | Flaminia Ferraci zm. 1605            | Flaminia Ferraci zm. 1605            | Flaminia Ferraci zm. 1605 | Flaminia Ferraci zm. 1605 |                           |                           | Bernardo zm. 1588         | Bernardo zm. 1588         | Bernardo zm. 1588                 | Bernardo zm. 1588                 | Bernardo zm. 1588                 | Bernardo zm. 1588                 |                                                        |                                                        | Liwia Capizucchi                                       | Liwia Capizucchi                                       | Liwia Capizucchi                                       | Liwia Capizucchi                                       | Liwia Capizucchi                 | Liwia Capizucchi                 |                                  |                                  | Ormanozzo zm. 1555               | Ormanozzo zm. 1555               | Ormanozzo zm. 1555          | Ormanozzo zm. 1555          | Ormanozzo zm. 1555 | Ormanozzo zm. 1555 |                             |                             | Filippo                     | Filippo                     | Filippo                     | Filippo                     | Filippo | Filippo |                        |                        | Giulia zm. 1578        | Giulia zm. 1578        | Giulia zm. 1578        | Giulia zm. 1578        | Giulia zm. 1578                                | Giulia zm. 1578                                |                                                |                                                | Aurelio Passeri zm. 1558                       | Aurelio Passeri zm. 1558                       | Aurelio Passeri zm. 1558 | Aurelio Passeri zm. 1558 | Aurelio Passeri zm. 1558 | Aurelio Passeri zm. 1558 |                    |                    | Klemens VIII 1536–1605 papież | Klemens VIII 1536–1605 papież | Klemens VIII 1536–1605 papież | Klemens VIII 1536–1605 papież | Klemens VIII 1536–1605 papież | Klemens VIII 1536–1605 papież |                             |                             | Tommaso 1540–1572           | Tommaso 1540–1572           | Tommaso 1540–1572           | Tommaso 1540–1572           | Tommaso 1540–1572 | Tommaso 1540–1572 |                                  |                                  |                                  |                                  |                                  |                                  |                               |                               |                               |                               |                               |                               |                 |                 |                    |                    |                           |                           |                           |                           |                           |                           |                          |                          |                                   |                                   |                                   |                                   |                                   |                                   |  |  |                            |                            |                            |                            |                            |                            |
|                              |                              |                              |                              |                              |                              |  |  |                      |                      |                             |                             |                             |                             |                             |                             |                                              |                                              |                                              |                                              |                                              |                                              |                 |                 |                                      |                                      |                                      |                                      |                                      |                                      |                           |                           |                           |                           |                           |                           |                                   |                                   |                                   |                                   |                                                        |                                                        |                                                        |                                                        |                                                        |                                                        |                                  |                                  |                                  |                                  |                                  |                                  |                             |                             |                    |                    |                             |                             |                             |                             |                             |                             |         |         |                        |                        |                        |                        |                        |                        |                                                |                                                |                                                |                                                |                                                |                                                |                          |                          |                          |                          |                    |                    |                               |                               |                               |                               |                               |                               |                             |                             |                             |                             |                             |                             |                   |                   |                                  |                                  |                                  |                                  |                                  |                                  |                               |                               |                               |                               |                               |                               |                 |                 |                    |                    |                           |                           |                           |                           |                           |                           |                          |                          |                                   |                                   |                                   |                                   |                                   |                                   |  |  |                            |                            |                            |                            |                            |                            |
|                              |                              |                              |                              |                              |                              |  |  |                      |                      |                             |                             |                             |                             |                             |                             |                                              |                                              |                                              |                                              |                                              |                                              |                 |                 |                                      |                                      |                                      |                                      |                                      |                                      |                           |                           |                           |                           |                           |                           |                                   |                                   |                                   |                                   |                                                        |                                                        |                                                        |                                                        |                                                        |                                                        |                                  |                                  |                                  |                                  |                                  |                                  |                             |                             |                    |                    |                             |                             |                             |                             |                             |                             |         |         |                        |                        |                        |                        |                        |                        |                                                |                                                |                                                |                                                |                                                |                                                |                          |                          |                          |                          |                    |                    |                               |                               |                               |                               |                               |                               |                             |                             |                             |                             |                             |                             |                   |                   |                                  |                                  |                                  |                                  |                                  |                                  |                               |                               |                               |                               |                               |                               |                 |                 |                    |                    |                           |                           |                           |                           |                           |                           |                          |                          |                                   |                                   |                                   |                                   |                                   |                                   |  |  |                            |                            |                            |                            |                            |                            |
|                              |                              |                              |                              |                              |                              |  |  |                      |                      |                             |                             |                             |                             |                             |                             | Olimpia 1567–1637                            | Olimpia 1567–1637                            | Olimpia 1567–1637                            | Olimpia 1567–1637                            | Olimpia 1567–1637                            | Olimpia 1567–1637                            |                 |                 | Gianfrancesco Aldobrandini 1545–1601 | Gianfrancesco Aldobrandini 1545–1601 | Gianfrancesco Aldobrandini 1545–1601 | Gianfrancesco Aldobrandini 1545–1601 | Gianfrancesco Aldobrandini 1545–1601 | Gianfrancesco Aldobrandini 1545–1601 |                           |                           | Pietro 1571–1621 kardynał | Pietro 1571–1621 kardynał | Pietro 1571–1621 kardynał | Pietro 1571–1621 kardynał | Pietro 1571–1621 kardynał         | Pietro 1571–1621 kardynał         |                                   |                                   |                                                        |                                                        |                                                        |                                                        |                                                        |                                                        |                                  |                                  |                                  |                                  |                                  |                                  |                             |                             |                    |                    |                             |                             |                             |                             |                             |                             |         |         |                        |                        |                        |                        |                        |                        | Cinzio Passeri Aldobrandini 1551–1610 kardynał | Cinzio Passeri Aldobrandini 1551–1610 kardynał | Cinzio Passeri Aldobrandini 1551–1610 kardynał | Cinzio Passeri Aldobrandini 1551–1610 kardynał | Cinzio Passeri Aldobrandini 1551–1610 kardynał | Cinzio Passeri Aldobrandini 1551–1610 kardynał |                          |                          |                          |                          |                    |                    |                               |                               |                               |                               |                               |                               |                             |                             |                             |                             |                             |                             |                   |                   |                                  |                                  |                                  |                                  |                                  |                                  |                               |                               |                               |                               |                               |                               |                 |                 |                    |                    |                           |                           |                           |                           |                           |                           |                          |                          |                                   |                                   |                                   |                                   |                                   |                                   |  |  |                            |                            |                            |                            |                            |                            |
|                              |                              |                              |                              |                              |                              |  |  |                      |                      |                             |                             |                             |                             |                             |                             | Olimpia 1567–1637                            | Olimpia 1567–1637                            | Olimpia 1567–1637                            | Olimpia 1567–1637                            | Olimpia 1567–1637                            | Olimpia 1567–1637                            |                 |                 | Gianfrancesco Aldobrandini 1545–1601 | Gianfrancesco Aldobrandini 1545–1601 | Gianfrancesco Aldobrandini 1545–1601 | Gianfrancesco Aldobrandini 1545–1601 | Gianfrancesco Aldobrandini 1545–1601 | Gianfrancesco Aldobrandini 1545–1601 |                           |                           | Pietro 1571–1621 kardynał | Pietro 1571–1621 kardynał | Pietro 1571–1621 kardynał | Pietro 1571–1621 kardynał | Pietro 1571–1621 kardynał         | Pietro 1571–1621 kardynał         |                                   |                                   |                                                        |                                                        |                                                        |                                                        |                                                        |                                                        |                                  |                                  |                                  |                                  |                                  |                                  |                             |                             |                    |                    |                             |                             |                             |                             |                             |                             |         |         |                        |                        |                        |                        |                        |                        | Cinzio Passeri Aldobrandini 1551–1610 kardynał | Cinzio Passeri Aldobrandini 1551–1610 kardynał | Cinzio Passeri Aldobrandini 1551–1610 kardynał | Cinzio Passeri Aldobrandini 1551–1610 kardynał | Cinzio Passeri Aldobrandini 1551–1610 kardynał | Cinzio Passeri Aldobrandini 1551–1610 kardynał |                          |                          |                          |                          |                    |                    |                               |                               |                               |                               |                               |                               |                             |                             |                             |                             |                             |                             |                   |                   |                                  |                                  |                                  |                                  |                                  |                                  |                               |                               |                               |                               |                               |                               |                 |                 |                    |                    |                           |                           |                           |                           |                           |                           |                          |                          |                                   |                                   |                                   |                                   |                                   |                                   |  |  |                            |                            |                            |                            |                            |                            |
|                              |                              |                              |                              |                              |                              |  |  |                      |                      |                             |                             |                             |                             |                             |                             |                                              |                                              |                                              |                                              |                                              |                                              |                 |                 |                                      |                                      |                                      |                                      |                                      |                                      |                           |                           |                           |                           |                           |                           |                                   |                                   |                                   |                                   |                                                        |                                                        |                                                        |                                                        |                                                        |                                                        |                                  |                                  |                                  |                                  |                                  |                                  |                             |                             |                    |                    |                             |                             |                             |                             |                             |                             |         |         |                        |                        |                        |                        |                        |                        |                                                |                                                |                                                |                                                |                                                |                                                |                          |                          |                          |                          |                    |                    |                               |                               |                               |                               |                               |                               |                             |                             |                             |                             |                             |                             |                   |                   |                                  |                                  |                                  |                                  |                                  |                                  |                               |                               |                               |                               |                               |                               |                 |                 |                    |                    |                           |                           |                           |                           |                           |                           |                          |                          |                                   |                                   |                                   |                                   |                                   |                                   |  |  |                            |                            |                            |                            |                            |                            |
|                              |                              |                              |                              |                              |                              |  |  |                      |                      |                             |                             |                             |                             |                             |                             |                                              |                                              |                                              |                                              |                                              |                                              |                 |                 |                                      |                                      |                                      |                                      |                                      |                                      |                           |                           |                           |                           |                           |                           |                                   |                                   |                                   |                                   |                                                        |                                                        |                                                        |                                                        |                                                        |                                                        |                                  |                                  |                                  |                                  |                                  |                                  |                             |                             |                    |                    |                             |                             |                             |                             |                             |                             |         |         |                        |                        |                        |                        |                        |                        |                                                |                                                |                                                |                                                |                                                |                                                |                          |                          |                          |                          |                    |                    |                               |                               |                               |                               |                               |                               |                             |                             |                             |                             |                             |                             |                   |                   |                                  |                                  |                                  |                                  |                                  |                                  |                               |                               |                               |                               |                               |                               |                 |                 |                    |                    |                           |                           |                           |                           |                           |                           |                          |                          |                                   |                                   |                                   |                                   |                                   |                                   |  |  |                            |                            |                            |                            |                            |                            |
| Silvestro 1587–1612 kardynał | Silvestro 1587–1612 kardynał | Silvestro 1587–1612 kardynał | Silvestro 1587–1612 kardynał | Silvestro 1587–1612 kardynał | Silvestro 1587–1612 kardynał |  |  | Margherita 1588–1646 | Margherita 1588–1646 | Margherita 1588–1646        | Margherita 1588–1646        | Margherita 1588–1646        | Margherita 1588–1646        |                             |                             | Ranuccio I 1569–1622 książę Parmy i Piacenzy | Ranuccio I 1569–1622 książę Parmy i Piacenzy | Ranuccio I 1569–1622 książę Parmy i Piacenzy | Ranuccio I 1569–1622 książę Parmy i Piacenzy | Ranuccio I 1569–1622 książę Parmy i Piacenzy | Ranuccio I 1569–1622 książę Parmy i Piacenzy |                 |                 | Elena 1589–1663                      | Elena 1589–1663                      | Elena 1589–1663                      | Elena 1589–1663                      | Elena 1589–1663                      | Elena 1589–1663                      |                           |                           | Antonio Carafa zm. 1622   | Antonio Carafa zm. 1622   | Antonio Carafa zm. 1622   | Antonio Carafa zm. 1622   | Antonio Carafa zm. 1622           | Antonio Carafa zm. 1622           |                                   |                                   | Giangiorgio 1590–1637 książę Rossano Meldoli i Sarsiny | Giangiorgio 1590–1637 książę Rossano Meldoli i Sarsiny | Giangiorgio 1590–1637 książę Rossano Meldoli i Sarsiny | Giangiorgio 1590–1637 książę Rossano Meldoli i Sarsiny | Giangiorgio 1590–1637 książę Rossano Meldoli i Sarsiny | Giangiorgio 1590–1637 książę Rossano Meldoli i Sarsiny |                                  |                                  | Ippolita Ludovisi 1601–1674      | Ippolita Ludovisi 1601–1674      | Ippolita Ludovisi 1601–1674      | Ippolita Ludovisi 1601–1674      | Ippolita Ludovisi 1601–1674 | Ippolita Ludovisi 1601–1674 |                    |                    | Ippolito 1591–1638 kardynał | Ippolito 1591–1638 kardynał | Ippolito 1591–1638 kardynał | Ippolito 1591–1638 kardynał | Ippolito 1591–1638 kardynał | Ippolito 1591–1638 kardynał |         |         | Aldobrandino 1593–1634 | Aldobrandino 1593–1634 | Aldobrandino 1593–1634 | Aldobrandino 1593–1634 | Aldobrandino 1593–1634 | Aldobrandino 1593–1634 |                                                |                                                | Caterina 1594–1598                             | Caterina 1594–1598                             | Caterina 1594–1598                             | Caterina 1594–1598                             | Caterina 1594–1598       | Caterina 1594–1598       |                          |                          | Lucrezia 1595–1617 | Lucrezia 1595–1617 | Lucrezia 1595–1617            | Lucrezia 1595–1617            | Lucrezia 1595–1617            | Lucrezia 1595–1617            |                               |                               | Marino Caracciolo 1587–1630 | Marino Caracciolo 1587–1630 | Marino Caracciolo 1587–1630 | Marino Caracciolo 1587–1630 | Marino Caracciolo 1587–1630 | Marino Caracciolo 1587–1630 |                   |                   | Elisabetta 1596–1633 dominikanka | Elisabetta 1596–1633 dominikanka | Elisabetta 1596–1633 dominikanka | Elisabetta 1596–1633 dominikanka | Elisabetta 1596–1633 dominikanka | Elisabetta 1596–1633 dominikanka |                               |                               | Maria 1598–1657               | Maria 1598–1657               | Maria 1598–1657               | Maria 1598–1657               | Maria 1598–1657 | Maria 1598–1657 |                    |                    | Giampaolo Sforza zm. 1630 | Giampaolo Sforza zm. 1630 | Giampaolo Sforza zm. 1630 | Giampaolo Sforza zm. 1630 | Giampaolo Sforza zm. 1630 | Giampaolo Sforza zm. 1630 |                          |                          | Pietro 1600–1630 książę Carpineto | Pietro 1600–1630 książę Carpineto | Pietro 1600–1630 książę Carpineto | Pietro 1600–1630 książę Carpineto | Pietro 1600–1630 książę Carpineto | Pietro 1600–1630 książę Carpineto |  |  | Carlotta Savelli 1608–1692 | Carlotta Savelli 1608–1692 | Carlotta Savelli 1608–1692 | Carlotta Savelli 1608–1692 | Carlotta Savelli 1608–1692 | Carlotta Savelli 1608–1692 |
| Silvestro 1587–1612 kardynał | Silvestro 1587–1612 kardynał | Silvestro 1587–1612 kardynał | Silvestro 1587–1612 kardynał | Silvestro 1587–1612 kardynał | Silvestro 1587–1612 kardynał |  |  | Margherita 1588–1646 | Margherita 1588–1646 | Margherita 1588–1646        | Margherita 1588–1646        | Margherita 1588–1646        | Margherita 1588–1646        |                             |                             | Ranuccio I 1569–1622 książę Parmy i Piacenzy | Ranuccio I 1569–1622 książę Parmy i Piacenzy | Ranuccio I 1569–1622 książę Parmy i Piacenzy | Ranuccio I 1569–1622 książę Parmy i Piacenzy | Ranuccio I 1569–1622 książę Parmy i Piacenzy | Ranuccio I 1569–1622 książę Parmy i Piacenzy |                 |                 | Elena 1589–1663                      | Elena 1589–1663                      | Elena 1589–1663                      | Elena 1589–1663                      | Elena 1589–1663                      | Elena 1589–1663                      |                           |                           | Antonio Carafa zm. 1622   | Antonio Carafa zm. 1622   | Antonio Carafa zm. 1622   | Antonio Carafa zm. 1622   | Antonio Carafa zm. 1622           | Antonio Carafa zm. 1622           |                                   |                                   | Giangiorgio 1590–1637 książę Rossano Meldoli i Sarsiny | Giangiorgio 1590–1637 książę Rossano Meldoli i Sarsiny | Giangiorgio 1590–1637 książę Rossano Meldoli i Sarsiny | Giangiorgio 1590–1637 książę Rossano Meldoli i Sarsiny | Giangiorgio 1590–1637 książę Rossano Meldoli i Sarsiny | Giangiorgio 1590–1637 książę Rossano Meldoli i Sarsiny |                                  |                                  | Ippolita Ludovisi 1601–1674      | Ippolita Ludovisi 1601–1674      | Ippolita Ludovisi 1601–1674      | Ippolita Ludovisi 1601–1674      | Ippolita Ludovisi 1601–1674 | Ippolita Ludovisi 1601–1674 |                    |                    | Ippolito 1591–1638 kardynał | Ippolito 1591–1638 kardynał | Ippolito 1591–1638 kardynał | Ippolito 1591–1638 kardynał | Ippolito 1591–1638 kardynał | Ippolito 1591–1638 kardynał |         |         | Aldobrandino 1593–1634 | Aldobrandino 1593–1634 | Aldobrandino 1593–1634 | Aldobrandino 1593–1634 | Aldobrandino 1593–1634 | Aldobrandino 1593–1634 |                                                |                                                | Caterina 1594–1598                             | Caterina 1594–1598                             | Caterina 1594–1598                             | Caterina 1594–1598                             | Caterina 1594–1598       | Caterina 1594–1598       |                          |                          | Lucrezia 1595–1617 | Lucrezia 1595–1617 | Lucrezia 1595–1617            | Lucrezia 1595–1617            | Lucrezia 1595–1617            | Lucrezia 1595–1617            |                               |                               | Marino Caracciolo 1587–1630 | Marino Caracciolo 1587–1630 | Marino Caracciolo 1587–1630 | Marino Caracciolo 1587–1630 | Marino Caracciolo 1587–1630 | Marino Caracciolo 1587–1630 |                   |                   | Elisabetta 1596–1633 dominikanka | Elisabetta 1596–1633 dominikanka | Elisabetta 1596–1633 dominikanka | Elisabetta 1596–1633 dominikanka | Elisabetta 1596–1633 dominikanka | Elisabetta 1596–1633 dominikanka |                               |                               | Maria 1598–1657               | Maria 1598–1657               | Maria 1598–1657               | Maria 1598–1657               | Maria 1598–1657 | Maria 1598–1657 |                    |                    | Giampaolo Sforza zm. 1630 | Giampaolo Sforza zm. 1630 | Giampaolo Sforza zm. 1630 | Giampaolo Sforza zm. 1630 | Giampaolo Sforza zm. 1630 | Giampaolo Sforza zm. 1630 |                          |                          | Pietro 1600–1630 książę Carpineto | Pietro 1600–1630 książę Carpineto | Pietro 1600–1630 książę Carpineto | Pietro 1600–1630 książę Carpineto | Pietro 1600–1630 książę Carpineto | Pietro 1600–1630 książę Carpineto |  |  | Carlotta Savelli 1608–1692 | Carlotta Savelli 1608–1692 | Carlotta Savelli 1608–1692 | Carlotta Savelli 1608–1692 | Carlotta Savelli 1608–1692 | Carlotta Savelli 1608–1692 |
|                              |                              |                              |                              |                              |                              |  |  |                      |                      |                             |                             |                             |                             |                             |                             |                                              |                                              |                                              |                                              |                                              |                                              |                 |                 |                                      |                                      |                                      |                                      |                                      |                                      |                           |                           |                           |                           |                           |                           |                                   |                                   |                                   |                                   |                                                        |                                                        |                                                        |                                                        |                                                        |                                                        |                                  |                                  |                                  |                                  |                                  |                                  |                             |                             |                    |                    |                             |                             |                             |                             |                             |                             |         |         |                        |                        |                        |                        |                        |                        |                                                |                                                |                                                |                                                |                                                |                                                |                          |                          |                          |                          |                    |                    |                               |                               |                               |                               |                               |                               |                             |                             |                             |                             |                             |                             |                   |                   |                                  |                                  |                                  |                                  |                                  |                                  |                               |                               |                               |                               |                               |                               |                 |                 |                    |                    |                           |                           |                           |                           |                           |                           |                          |                          |                                   |                                   |                                   |                                   |                                   |                                   |  |  |                            |                            |                            |                            |                            |                            |
|                              |                              |                              |                              |                              |                              |  |  |                      |                      |                             |                             |                             |                             |                             |                             |                                              |                                              |                                              |                                              |                                              |                                              |                 |                 |                                      |                                      |                                      |                                      |                                      |                                      |                           |                           |                           |                           |                           |                           |                                   |                                   |                                   |                                   |                                                        |                                                        |                                                        |                                                        |                                                        |                                                        |                                  |                                  |                                  |                                  |                                  |                                  |                             |                             |                    |                    |                             |                             |                             |                             |                             |                             |         |         |                        |                        |                        |                        |                        |                        |                                                |                                                |                                                |                                                |                                                |                                                |                          |                          |                          |                          |                    |                    |                               |                               |                               |                               |                               |                               |                             |                             |                             |                             |                             |                             |                   |                   |                                  |                                  |                                  |                                  |                                  |                                  |                               |                               |                               |                               |                               |                               |                 |                 |                    |                    |                           |                           |                           |                           |                           |                           |                          |                          |                                   |                                   |                                   |                                   |                                   |                                   |  |  |                            |                            |                            |                            |                            |                            |
|                              |                              |                              |                              |                              |                              |  |  |                      |                      |                             |                             |                             |                             |                             |                             |                                              |                                              |                                              |                                              |                                              |                                              |                 |                 |                                      |                                      |                                      |                                      | Paolo Borghese 1624–1646             | Paolo Borghese 1624–1646             | Paolo Borghese 1624–1646  | Paolo Borghese 1624–1646  | Paolo Borghese 1624–1646  | Paolo Borghese 1624–1646  |                           |                           | Olimpia 1623–1681 księżna Rossano | Olimpia 1623–1681 księżna Rossano | Olimpia 1623–1681 księżna Rossano | Olimpia 1623–1681 księżna Rossano | Olimpia 1623–1681 księżna Rossano                      | Olimpia 1623–1681 księżna Rossano                      |                                                        |                                                        | Camillo Pamphili 1622–1666                             | Camillo Pamphili 1622–1666                             | Camillo Pamphili 1622–1666       | Camillo Pamphili 1622–1666       | Camillo Pamphili 1622–1666       | Camillo Pamphili 1622–1666       |                                  |                                  |                             |                             |                    |                    |                             |                             |                             |                             |                             |                             |         |         |                        |                        |                        |                        |                        |                        |                                                |                                                |                                                |                                                |                                                |                                                |                          |                          |                          |                          |                    |                    |                               |                               |                               |                               | Francesco Cesi zm. 1657       | Francesco Cesi zm. 1657       | Francesco Cesi zm. 1657     | Francesco Cesi zm. 1657     | Francesco Cesi zm. 1657     | Francesco Cesi zm. 1657     |                             |                             | Anna 1630–1703    | Anna 1630–1703    | Anna 1630–1703                   | Anna 1630–1703                   | Anna 1630–1703                   | Anna 1630–1703                   |                                  |                                  | Francesco Santinelli zm. 1697 | Francesco Santinelli zm. 1697 | Francesco Santinelli zm. 1697 | Francesco Santinelli zm. 1697 | Francesco Santinelli zm. 1697 | Francesco Santinelli zm. 1697 |                 |                 | Caterina 1631–1653 | Caterina 1631–1653 | Caterina 1631–1653        | Caterina 1631–1653        | Caterina 1631–1653        | Caterina 1631–1653        |                           |                           | Giulio Savelli 1626–1712 | Giulio Savelli 1626–1712 | Giulio Savelli 1626–1712          | Giulio Savelli 1626–1712          | Giulio Savelli 1626–1712          | Giulio Savelli 1626–1712          |                                   |                                   |  |  |                            |                            |                            |                            |                            |                            |
|                              |                              |                              |                              |                              |                              |  |  |                      |                      |                             |                             |                             |                             |                             |                             |                                              |                                              |                                              |                                              |                                              |                                              |                 |                 |                                      |                                      |                                      |                                      | Paolo Borghese 1624–1646             | Paolo Borghese 1624–1646             | Paolo Borghese 1624–1646  | Paolo Borghese 1624–1646  | Paolo Borghese 1624–1646  | Paolo Borghese 1624–1646  |                           |                           | Olimpia 1623–1681 księżna Rossano | Olimpia 1623–1681 księżna Rossano | Olimpia 1623–1681 księżna Rossano | Olimpia 1623–1681 księżna Rossano | Olimpia 1623–1681 księżna Rossano                      | Olimpia 1623–1681 księżna Rossano                      |                                                        |                                                        | Camillo Pamphili 1622–1666                             | Camillo Pamphili 1622–1666                             | Camillo Pamphili 1622–1666       | Camillo Pamphili 1622–1666       | Camillo Pamphili 1622–1666       | Camillo Pamphili 1622–1666       |                                  |                                  |                             |                             |                    |                    |                             |                             |                             |                             |                             |                             |         |         |                        |                        |                        |                        |                        |                        |                                                |                                                |                                                |                                                |                                                |                                                |                          |                          |                          |                          |                    |                    |                               |                               |                               |                               | Francesco Cesi zm. 1657       | Francesco Cesi zm. 1657       | Francesco Cesi zm. 1657     | Francesco Cesi zm. 1657     | Francesco Cesi zm. 1657     | Francesco Cesi zm. 1657     |                             |                             | Anna 1630–1703    | Anna 1630–1703    | Anna 1630–1703                   | Anna 1630–1703                   | Anna 1630–1703                   | Anna 1630–1703                   |                                  |                                  | Francesco Santinelli zm. 1697 | Francesco Santinelli zm. 1697 | Francesco Santinelli zm. 1697 | Francesco Santinelli zm. 1697 | Francesco Santinelli zm. 1697 | Francesco Santinelli zm. 1697 |                 |                 | Caterina 1631–1653 | Caterina 1631–1653 | Caterina 1631–1653        | Caterina 1631–1653        | Caterina 1631–1653        | Caterina 1631–1653        |                           |                           | Giulio Savelli 1626–1712 | Giulio Savelli 1626–1712 | Giulio Savelli 1626–1712          | Giulio Savelli 1626–1712          | Giulio Savelli 1626–1712          | Giulio Savelli 1626–1712          |                                   |                                   |  |  |                            |                            |                            |                            |                            |                            |